# 克利科 (密蘇里州)
克利科（英語：Cliquot）是位於美國密蘇里州波爾克縣的非建制地區。

## 歷史
克利科的郵局於1893年設立，其後於1957年停運。

## 地理
克利科所處的海拔為高於海平面306米（即1004英呎），而該地所採用的時區為UTC-6，即北美中部時區（CST）。同時該地設有夏令時間，為UTC-6調快一小時，即UTC-5（CDT）。